# Limonia peramabilis
Limonia peramabilis är en tvåvingeart som beskrevs av Alexander 1967. Limonia peramabilis ingår i släktet Limonia och familjen småharkrankar. Inga underarter finns listade i Catalogue of Life.